# Bulbul vert-olive
Phyllastrephus cerviniventris
Espèce
Statut de conservation UICN

 LC  : Préoccupation mineure

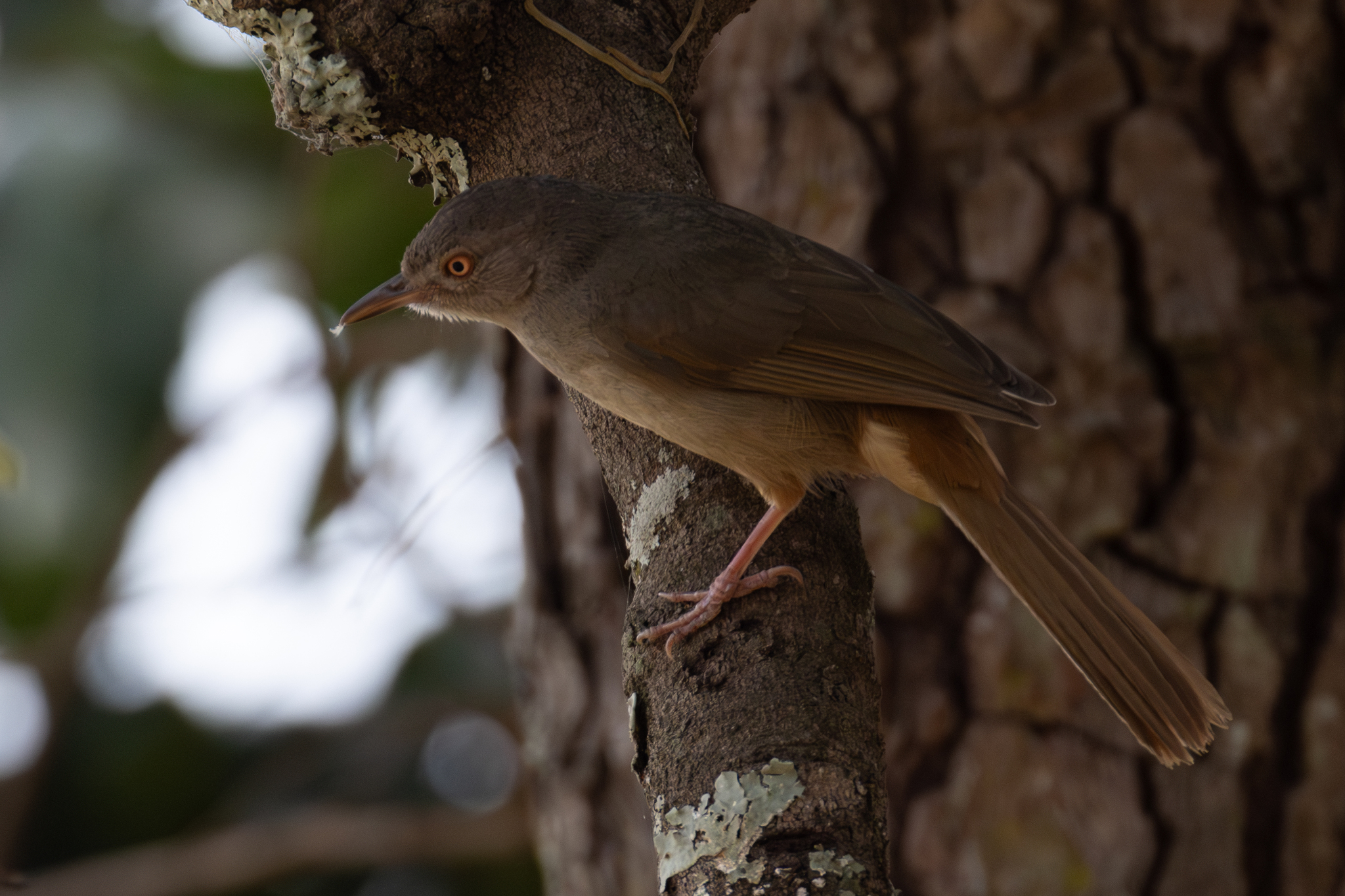
Photo d'un Bulbul Vert-Olive, oiseau

Le Bulbul vert-olive (Phyllastrephus cerviniventris) est une espèce de passereau de la famille des Pycnonotidae.

## Répartition
Il se trouve en Angola, République démocratique du Congo, Kenya, Malawi, Mozambique, Tanzanie et Zambie.

## Habitat
Son habitat naturel est les forêts sèches subtropicales ou tropicales, les forêts de plaine humides et les savanes humides subtropicales ou tropicales.

## Sous-espèces
Cet oiseau est représenté par deux sous-espèces :
- Phyllastrephus cerviniventris cerviniventris Shelley 1894
- Phyllastrephus cerviniventris schoutedeni Prigogine 1969